# شوم ۲
شوم ۲ (به انگلیسی: Sinister 2) یک فیلم ترسناک ساخت کشور آمریکا، نوشتهٔ اسکات دریکسون می‌باشد که توسط کیاران فوی کارگردانی شده‌است. این فیلم ادامه فیلم شوم می‌باشد. ستارگان فیلم، جیمز رانسون نقش خود را از فیلم اصلی به عنوان معاون و شانین سوسامون به عنوان مادر دو پسر که توسط کودکانی شبح مانند به وسیله بوگول دچار عذاب شده‌اند می‌باشد. این فیلم در سراسر جهان در ۲۰۱۵ اوت ۲۱ منتشر شد و از منتقدان نقدهای منفی دریافت کرد، و بیش از ۵۴ میلیون دلار فروش داشت.

## داستان
فیلم از یک خانواده که مثل مترسک آویزان در یک مزرعه ذرت، زنده به آتش کشیده شده‌اند شروع می‌شود، که کابوس‌های ۹ سال دیلن می‌باشد روز بعد دیلن (رابرت دنیل)، برادر دوقلوی خود ژاک، و مادرشان، کورتنی (شانین سوسامون) از خرید به خانه می‌آیند. کورتنی متوجه یک مرد می‌شود که در حال تعقیب کردن آنها هستند، بنابراین به سمت بازار فرار می‌کنند و در خانه‌ای روستایی ساکن می‌شوند.
دیلن، که در درد و رنج کابوس خود می‌باشد، شبانه توسط یک گروه از کودکان شبح مانند، به رهبری یک پسر به نام میلو، مجبور به دیدن یک فیلم که در آن خانواده‌هایی به‌طور وحشیانه‌ای به قتل می‌رسند می‌شود. این فیلم شامل یک خانواده که توسط تمساح خورده می‌شوند، یکی که در آشپزخانه با برق کشته می‌شوند، و یک خانواده که در برف در روز کریسمس زنده به گور می‌شوند و در آخر خانواده میلو که در کلیسا طی مراسم عجیب و غریبی دستانشان با میخ به زمین کوبیده شده‌است و شکمشان توسط موشان شکافته و خورده می‌شود می‌باشد.
جالب اینجاست که هر کودک تمام افراد خانواده خودش را می‌کشد و سر همه قربانیان با گونی پوشیده شده‌است.
در همین حال، معاون از اولین فیلم، در حال بررسی قتل خانواده اسوالد آلیسون می‌باشد و متوجه قتل‌های زنجیره‌ای بوگول می‌شود. با پیگیری قتل‌ها او به خانه رعیتی می‌رسد که کورتنی و پسرانش در آن زندگی می‌کنند.
معاون به کورتنی توصیه می‌کند که خانه را ترک کنند تا از قتل‌های زنجیره‌ای بوگول جلوگیری کنند.
روز بعد کورتنی با دیلن و کلینت در خارج از خانه جدید خود نشسته‌اند در حالی که ژاک، همراه با میلو و بچه‌های دیگر، فیلم آنها را از دور با یک دوربین ۸ میلیمتری می‌گیرد. پس از آن خانواده‌اش را مسموم می‌کند و به صلیب می‌کشد.
ژاک در مزرعه ذرت فیلم خانواده‌اش را می‌گیرد تا آنها را به قتل برساند. او روش زنده زنده سوزاندن را اتنخاب کرده و پدرش را به آتش می‌کشد. پس از سوختن پدرش فندک را به طرف صلیب برادرش می‌برد تا او را نیز آتش بزند در این موقع معاون به مزرعه می‌رسد و با هدف قرار دادن ژاک با اتومبیل خود، او را مجروح می‌کند و همراه با دیلن و کورتنی به خانه فرار می‌کنند. ژاک داس را به دست می‌گیرد و معاون، مادر و برادرش را که از بین ذرت‌های مزرعه در حال فرار هستند را دنبال می‌کند و در این حین با داس چند انگشت معاون را قطع می‌کند. ژاک همراه با کودکان شبح، که برای کورتنی و معاون نامرئی هستند آن‌ها را تا خانه دنبال می‌کنند. در همان لحظه که ژاک با داس قصد حمله به مادر و برادرش را دارد معاون دوربینش را می‌شکند. ژاک فریاد زنان به طبقه بالا می‌رود تا از صندوق دوربین دیگری بردارد اما کودکان شبح مانند به او می‌گویند که فرصتش تمام شده‌است و در همین حال بوگول در پشت ژاک ظاهر می‌شود و او را به آتش می‌کشد. با این کار کل خانه می‌سوزد.
ولی معاون مادر و برادرش از خانه فرار می‌کنند.